# Schleusentreppe Niederfinow
Die vierstufige Schleusentreppe Niederfinow im Norden des Landkreises Barnim in Brandenburg war das älteste Schleusenbauwerk am östlichen Ende der Scheitelhaltung im Oder-Havel-Kanal. Der westliche Abschluss ist die Lehnitzschleuse bei Oranienburg. Die Treppe war von 1912 bis 1972 in Betrieb. 1934 wurde das Schiffshebewerk Niederfinow parallel dazu in Betrieb genommen. Letzteres wurde durch das am 4. Oktober 2022 eröffnete größere Schiffshebewerk Niederfinow Nord ersetzt und soll spätestens 2025 stillgelegt werden.

## Die Schleusen

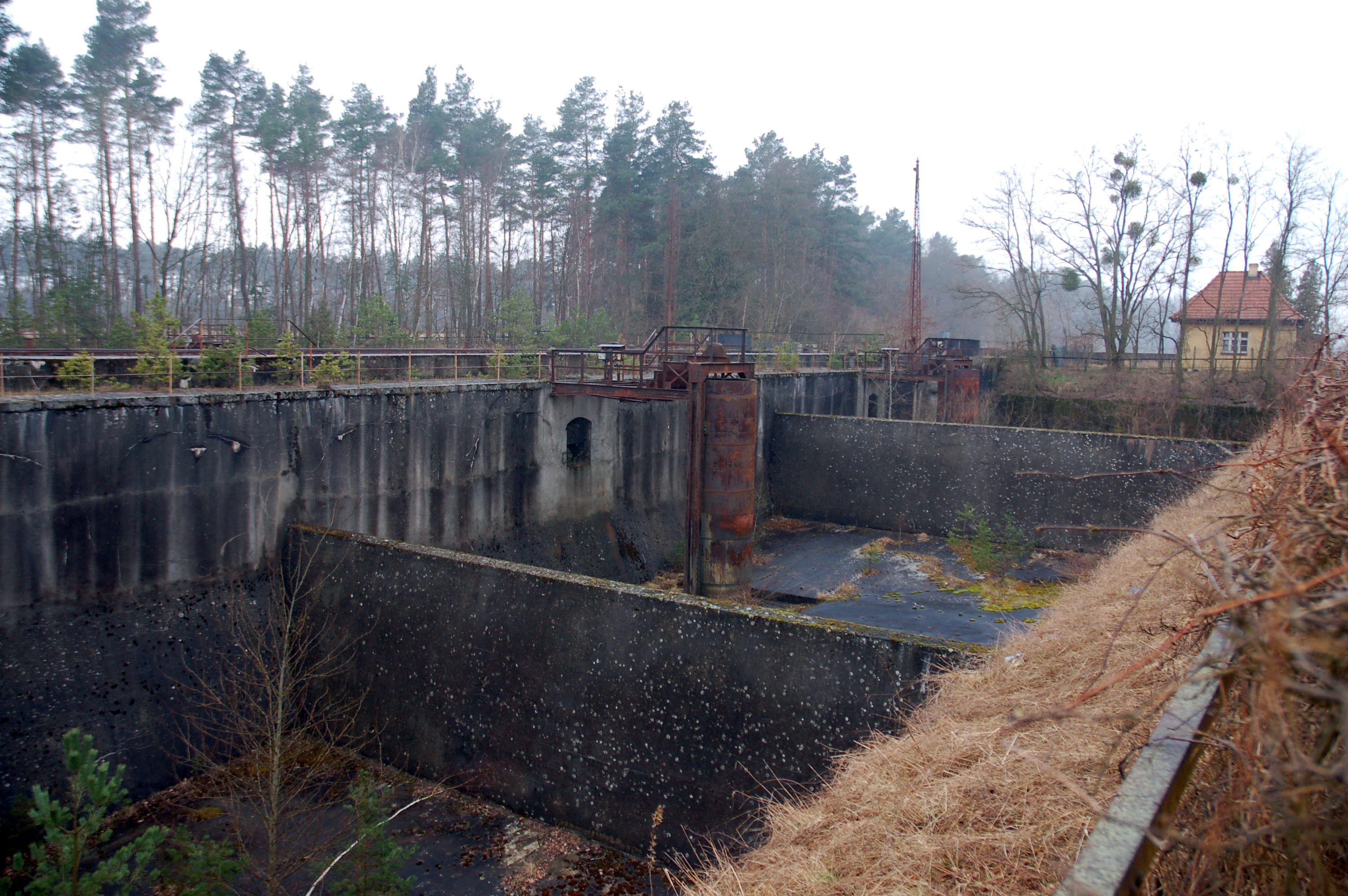
Sparbecken der obersten Schleuse (Schleuse I), März 2009

Die Fallhöhe von zusammen 36 m wurde durch vier Kammerschleusen mit bis auf das Fundament exakt gleicher Bauweise überwunden (je 9 m). Jede Schleuse hatte eine nutzbare Kammerlänge von 67 m und eine lichte Weite von 10 m, was die Benutzung durch Schiffe bis 600 t ermöglichte. Alle Schleusen wurden als Sparschleusen gebaut, das heißt, beiderseits eines jeden Schleusenbeckens waren noch je drei Sparbecken angeschlossen, die den Wasserverlust bei der Schleusung auf 40 % (entspricht 3,58 m Gefällehöhe) verminderten. Ober- und Untertore waren Stemmtore.
Die Kammermauern sind unten 8 m breit und verjüngen sich nach oben. Die Kammersohlen mit Stärken von 1,20 bis 2 m bestehen aus Beton mit Eisenbewehrung. Die Schleusen wurden mit Eisenspundwänden umgeben, die bis zu 16 m in den Boden reichen. Die Schleusen I, II und III stehen auf gewachsenem Boden. Die Schleuse IV (die unterste Schleuse) steht im Moor, dessen Mächtigkeit bis zu 5,5 m erreicht. Es wurde mittels Grundwasserabsenkung ausgehoben und die Kammermauern wurden auf eine Pfahlbürste von 2000 Pfählen gegründet. Die Sparbecken stehen auf eingeschlämmtem Sandboden.
Für den Betrieb der Schleusen sind in die beiden Kammermauern Längskammerkanäle mit großem Querschnitt eingebaut, die vor den Obertoren ihren Einlauf haben und unterhalb der Untertore münden. Von diesen Längskammerkanälen zweigen je zwölf kleinere Stichkanäle zur Schleusenkammer und je drei Seitenkanäle für die an der entsprechenden Seite liegenden drei Sparbecken ab. Die Längskammerkanäle waren oben durch Zylinderventile, unten durch Segmentschütze geschlossen. Während die Stichkanäle zur Schleusenkammer offen sind, hatten die Seitenkanäle wieder Zylinderventile. Alle Bewegungsvorrichtungen wurden elektrisch angetrieben, bei Stromausfall konnte auch manuell bedient werden. Zu Revisionszwecken konnte die gesamte Anlage der Schleusentreppe mit Hilfe eines Nadelwehres im Oberhafen komplett entleert werden.

## Die Gesamtanlage und der Schleusenvorgang

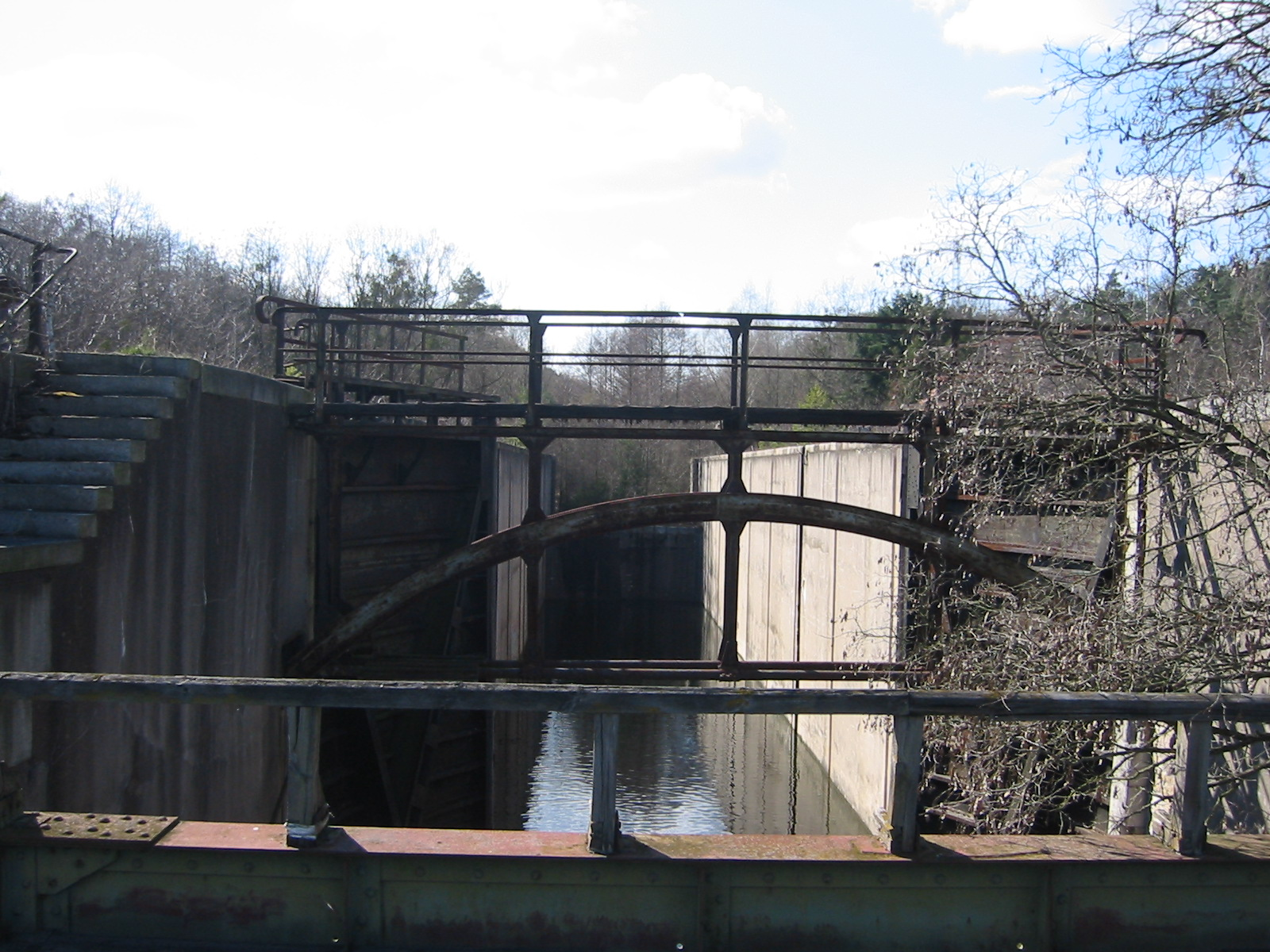
Blick in die Kammer der untersten Schleuse (Schleuse IV), April 2006

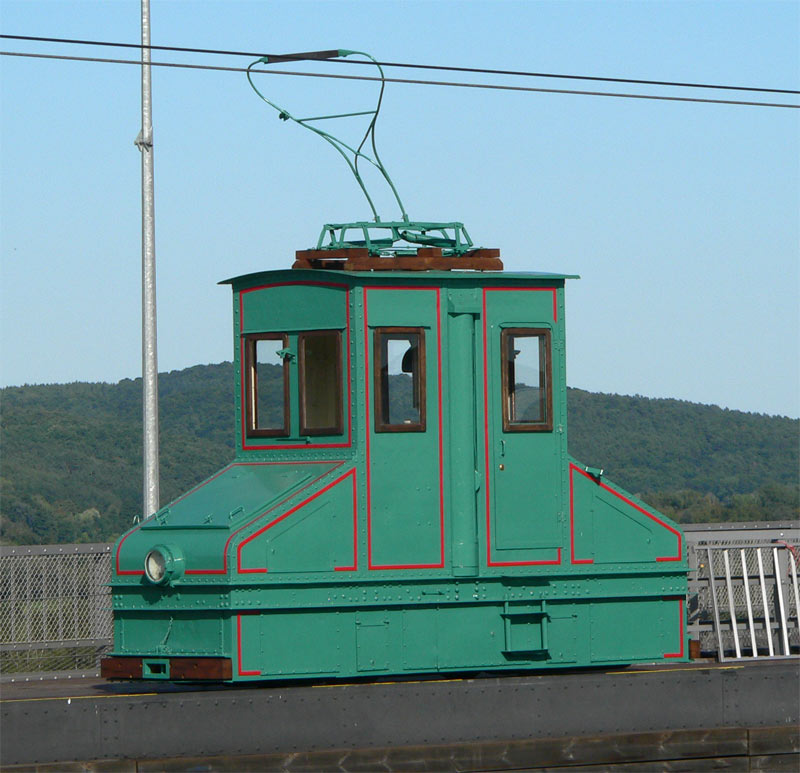
Museal erhaltene Treidellokomotive auf der Kanalbrücke am Schiffshebewerk Niederfinow

Um die Schleusentreppe von beiden Richtungen gleichzeitig befahren zu können, befindet sich zwischen den einzelnen Schleusen jeweils ein 260 m langes Kanalstück, eine sogenannte Zwischenhaltung, wo sich die berg- und talfahrenden Schiffe begegnen konnten. Ein System von Schleusen mit Zwischenhaltung wird auch Verbundschleuse genannt. Die lange Strecke der Zwischenhaltung sorgt für nur geringe Wasserspiegelschwankungen beim Ablassen des Wassers aus der höhergelegenen Schleuse.
Zur Bauzeit des Kanals waren Schleppzüge üblich, deren Zillen keinen eigenen Antrieb hatten. Da sie aber einzeln geschleust werden mussten, wurden sie entlang der Zwischenhaltungen mit Hilfe elektrischer Lokomotiven, die beiderseits der Zwischenhaltungen verkehrten, getreidelt. Dazu wurden 1914 von den Siemens-Schuckert-Werken 8 Treidelloks geliefert. Sechs waren für den ständigen Treidelbetrieb an der Schleusentreppe im Einsatz, zwei standen als Reserve zur Verfügung. Diese Lokomotiven hatten ein Dienstgewicht von rund 12 Tonnen und eine Zugkraft von max. 1500 kg. Beide Achsen der Loks wurden durch je einem Motor mit doppeltem Vorgelege angetrieben. Die Motoren hatten eine Leistung von 4,5 PS bei 500 Umdrehungen pro Minute und 550 Volt Spannung. Ein dritter Motor trieb die Seiltrommel an. Die Drehrichtung und Geschwindigkeit der Motoren wurde durch Bürstenverschiebung gesteuert. Die Loks hatten eine Höchstgeschwindigkeit von rund 9 km/h, eine Spurweite von 1000 mm und 2 m Radstand. Die Oberleitung war 5 m über Schienenoberkante angebracht. Die kleinste Krümmung des Gleises betrug 15 m im Bereich der Schleusenbrücke. Nach Eröffnung des Schiffshebewerkes 1934 wurden zwei baugleiche Loks nachgeliefert. Der Treidelverkehr an der Schleusentreppe wurde mit deren Stilllegung 1972 eingestellt und durch die Einstellung des Schleppschiffverkehrs auf dem Oder-Havel-Kanal auch am Schiffshebewerk. Für die Durchfahrt einer Zwischenhaltung einschließlich der Ein- und Ausfahrt in die Schleuse wurden zwölf Minuten benötigt. Zur Erleichterung der Schiffsbegegnung in den Zwischenhaltungen sind die Achsen der Schleusen um 10 m versetzt.
Die Füllung und Entleerung einer Schleuse dauerte jeweils neun Minuten (ein Meter pro Minute). Zuzüglich der Treidelzeiten betrug die Zeit für die Durchfahrung der ganzen Treppe etwa anderthalb Stunden.
Trotz der Vorkehrungen zum Wassersparen hatte der stark gestiegene Schiffsverkehr doch einen zu hohen Wasserverbrauch zur Folge. Außerdem war die lange Durchfahrtszeit hinderlich. Daher wurde zwischen 1927 und 1934 das geplante Schiffshebewerk errichtet. Die Schleusen blieben weiterhin in Betrieb, wurden aber nach dem Krieg immer seltener benutzt und schließlich 1972 stillgelegt. Die Schleusentreppe erfüllte somit 58 Jahre ihre Aufgabe.

## Baubesonderheiten, Daten und Kosten

Bau der Schleusentreppe um 1910

Bei der Schleusentreppe wurde bereits der später realisierte Bau eines Schiffshebewerks in die Planung mit einbezogen. Auf Karten und Luftaufnahmen ist deutlich zu erkennen, dass der Kanal zur Schleusentreppe seitlich abzweigt, die Lage des Schiffshebewerks aber genau der Richtung des Kanalverlaufs entspricht.
Längs einer geraden Linie zwischen der Barnimer Hochfläche und dem Odertal wurden insgesamt 600.000 Kubikmeter Erde ausgehoben
Der Aufwand an Baumaterial betrug:
- 20.000 Tonnen Zement
- 4 Millionen Ziegelsteine
- 6.000 Tonnen Traß
- 70.000 Kubikmeter Kies
- 20.000 Steinschlag
- 6.000 Kubikmeter Pflastersteine für die Zwischenhaltungen
- 500 Tonnen Eisenbewehrung für den Beton
- 2.200 Tonnen eiserne Spundwände
- 500 Tonnen Eisen für die Zylinderschütze
- 175 Tonnen Eisen für die Untertore
- 80 Tonnen Eisen für die Obertore

(zur damaligen Zeit wurde Stahl noch als Eisen bezeichnet)
Der Bau jeder Schleuse kostete rund 1,5 Millionen Reichsmark, die ganze Anlage also etwa 6 Millionen Reichsmark.

## Heutiger Zustand und aktuelle Veränderungen

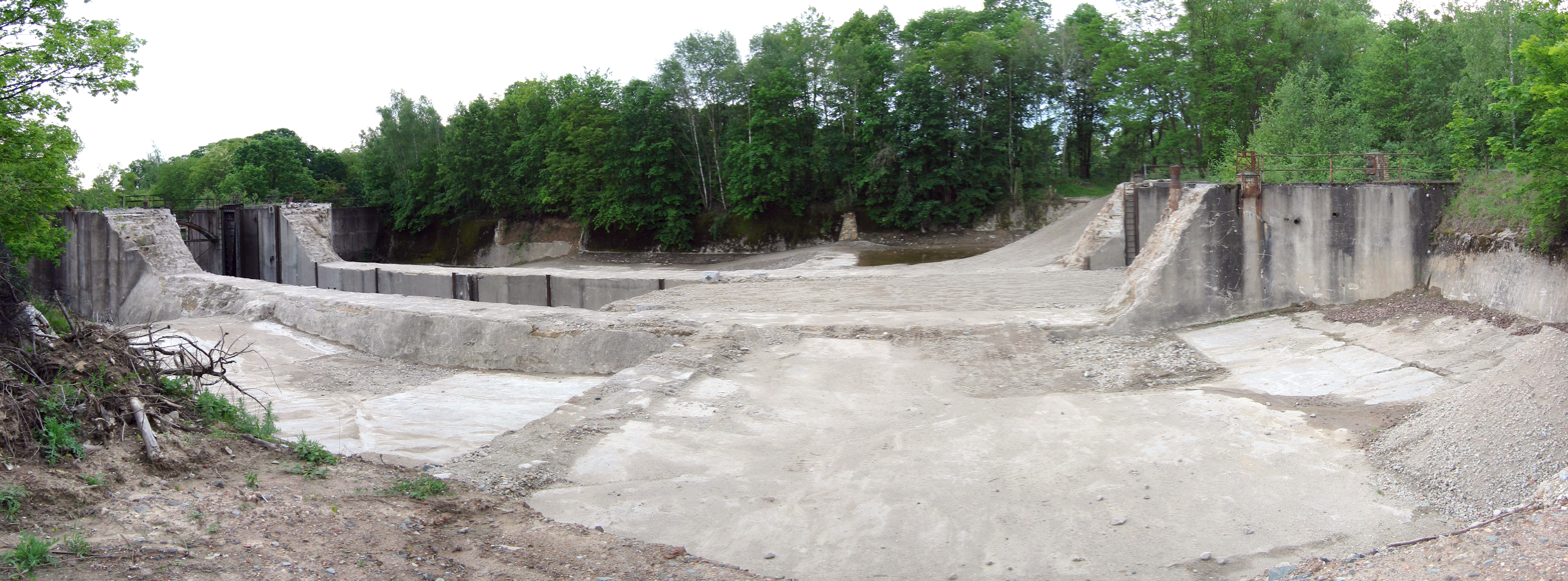
Teilabbruch der untersten Schleuse (Schleuse IV), alte Landesstraße 29 links hinter dem Untertor, August 2007

Am Oberhaupt der Schleuse I wurde der Kanal mit Betonpfeilern abgesperrt und abgedichtet. Alle Schleusen und Sparbecken sind daher leer; in den Zwischenhaltungen fließt etwas Sickerwasser. Einige Teile wurden zur Schrottgewinnung demontiert. Die gesamte Anlage ist nicht mehr öffentlich zugänglich. Wo man das Gebiet trotzdem noch erreicht, besteht Absturzgefahr in die leeren Becken. Am nächsten kommt man noch an die am besten erhaltene Schleuse I vom Parkplatz (Landstraße Eberswalde–Liepe) aus. Das ganze Gebiet, besonders natürlich die Zwischenhaltungen, ist zugewachsen. Der noch begehbare ehemals öffentliche Weg auf der Nordseite verläuft auf der alten Treidelbahnlinie. Zu erkennen sind noch Schwellen aus Holz, Stahl und Beton.
Das neue Schiffshebewerk Niederfinow Nord wurde zwischen dem alten Schiffshebewerk und dem untersten Abschnitt der Schleusentreppe gebaut. Die einschneidendsten Veränderungen an der denkmalgeschützten Anlage sind die Verfüllung der Schleuse III und der Teilabriss der Schleuse IV. Die Schleuse III lag zu nahe am für den Anschluss der Scheitelhaltung ans neue Hebewerk verbreiterten Damm. Die Landesstraße 29 Liepe-Niederfinow wurde in gerader Linie über die Zwischenhaltung zwischen Schleuse III und IV und unter der Kanalbrücke des neuen Hebewerks hindurch bis vor die Kanalbrücke des alten Hebewerkes verlegt. Dafür wurde die alte Zwischenhaltung teilweise zugeschüttet. Von der alten Straße 29 existiert noch das Stück bis vor das Unterwasser des neuen Hebewerkes. Sie führt aber neu direkt durch die Schleusenkammer IV anstatt vorher über eine Brücke hinter deren Untertor. Dadurch entfiel das Gefälle auf dem kurzen Stück bis zum neuen Hebewerk. Von der Schleuse sind nur die beiden Häupter erhalten geblieben.